# Sproughton
Sproughton är en by (village) och en civil parish i Babergh, Suffolk i sydöstra England, Orten har 1 281 invånare (2001). Den har en kyrka.